# Тхунгъяй
Резерват дикой природы Тхунгъяй (тайск. เขตรักษาพันธุ์สัตว์ป่าทุ่งใหญ่นเรศวร) — природоохранная зона в западной части Таиланда. Располагается на севере провинции Канчанабури и на юге провинции Так.
Резерват был создан 24 апреля 1974 года. В 1991 году резерват вошёл в список объектов Всемирного наследия ЮНЕСКО совместно с расположенным рядом резерватом Хуайкхакхэнг. В том же году Тхунгъяй был расширен до 364 тыс. га и теперь вместе с Хуайкхакхэнгом представляет собой крупнейшую природоохранную зону в материковой части Юго-Восточной Азии.
Территория на западе Таиланда была заселена относительно слабо — покрытые лесом холмы плохо подходили для ведения сельского хозяйства, к тому же в них до сих пор можно подхватить малярию. Подобные особенности позволили диким животным жить в этих местах, включая довольно редких для Юго-Восточной Азии тигров. Климат резервата относится к тропическому, средние температуры колеблются от 15 до 35 °C летом, 22—33 °C в сезон дождей и 10—29 °C в сухой сезон. Среднегодовое количество осадков — 2000 мм.
Фауна Тхунгъяйя состоит из примерно 120 видов млекопитающих, 400 видов птиц, 96 видов рептилий, 43 видов амфибий и 113 видов пресноводных рыб. Резерват достаточно велик для содержания некоторых видов, которые редки для других районов Таиланда. В нём обитают тигры, леопарды, дымчатые леопарды, азиатские слоны, чепрачные тапиры, суматранские носороги, гауры, суматранские серау и свиной олень. В 1985 году в резервате было зафиксировано крупнейшее в Таиланде стадо гауров в 50 голов. Ни бантенг ни азиатский буйвол в Тхунгъяйе не проживают, но они были замечены в соседнем резервате Хуайкхакхэнг.